# نادي بيلينينسش
نادي بيلينينسش (بالبرتغالية: Clube de Futebol Os Belenenses‏) هو نادي كرة قدم برتغالي، تم تأسيسه في سنة 1919 وهو أقدم نادي في البرتغال وهو يلعب في الدوري البرتغالي الممتاز ويتمركز في مدينة لشبونة عاصمة البرتغال في منطقة بيليم وقد فاز بلقب الدوري البرتغالي في موسم 1945-1946 وقد فاز بيلينينسش 6 مرات بكأس البرتغال ويلعب النادي في رياضات أخرى وهي في كرة القدم وكرة اليد وكرة السلة وكرة الصالات وألعاب قوى واتحاد الرغبي.